# غرايم سوير
غرايم سوير (بالإنجليزية: Graeme Sawyer)‏ هو سياسي أسترالي، ولد في 28 يناير 1957.